# 성북동 (진주시)
성북동(城北洞)은 대한민국 경상남도 진주시의 행정동이다. 2013년 5월 1일 성지동, 봉안동이 병합되어 만들어졌다.

## 관공서
- 진주교육지원청
- 진주경찰서

## 교육
- 진주초등학교 (인사동)